# Alemungula
Lo Alemungula è un gioco astratto della famiglia dei mancala giocato dalla popolazione dei Wataweat, in Etiopia, nei dintorni delle città di Asosa e Beni Sangul, presso il confine col Sudan. Viene considerato un gioco leggero, adatto ai ragazzini e giocato dagli adulti solo come passatempo. Nel nord del Sudan, la popolazione araba dei Baggara che vive sui bordi del deserto nella provincia di Kordofan gioca a un gioco quasi identico chiamato Um el Bagara ("il gioco delle mucche") o Mangala. Lo si gioca soprattutto nel periodo del Ramadan, per far passare il tempo e non pensare al cibo e all'acqua.

## Regole

### Tavoliere e disposizione iniziale
Il tavoliere da Amungula, detto tisiya alemungula comprende 2 file di 5 buche dette ful alemungula. Si gioca con 50 pezzi o semi, inizialmente, distribuiti uniformemente in numero di 5 per buca.

### Turno
Al proprio turno, il giocatore preleva tutti i semi da una delle sue buche e li semina in senso orario o antiorario secondo la seguente regola: il senso delle semine che dal buco centrale è a scelta del giocatore; dalle buche di sinistra si può semina solo in senso orario e in senso antiorario dalle buche di estra.
Se l'ultimo seme cade in una buca avversaria che conteneva 1 o 3 semi, i 2 o 4 semi risultanti sono catturati. Se anche che precedono (secondo il senso della semina) la buca in cui è avvenuta la cattura sono state portate a 2 o 4 semi, anche tali semi sono catturati. I semi catturati vengono rimossi dal gioco.
Un pezzo singolo che sia stato mosso da un estremo di una fila nella buca avversaria antistante vuota non può, al turno successivo, essere rimosso indietro dall'altro giocatore (questo porterebbe a una situazione di "stallo").

### Fine del gioco
Il gioco termina quando nessun giocatore può più muovere. Ogni giocatore cattura i semi rimasti nella propria fila, e vince chi ha catturato più semi.

## Variante Um el Bagara
L'Um el Bagara è identico all'Alemungula, eccetto che non è possibile iniziare una semina da una buca che contiene un solo seme.